# Lactura acrantha
Lactura acrantha är en fjärilsart som beskrevs av Diakonoff 1955. Lactura acrantha ingår i släktet Lactura och familjen Lacturidae. Inga underarter finns listade i Catalogue of Life.